# Bisbat de Nha Trang
El bisbat de Nha Trang (vietnamita: Giáo phận Nha Trang; llatí: Dioecesis Nhatrangensis) és una seu de l'Església catòlica a Vietnam, sufragània de l'arquebisbat de Huê. Al 2019 tenia 222.000 batejats d'un total de 1. .874.969 habitants. Actualment està regida pel bisbe Joseph Vo Duc Minh.

## Territori
La diòcesi comprèn les províncies vietnamites de  Ninh Thuan i Khanh Hoa.
La seu episcopal és la ciutat de Nha Trang, on es troba la catedral de Crist Rei.
El territori s'estén sobre 16.194 km² i està dividit en 112 parròquies.

## Història
El vicariat apostòlic de Nha Trang va ser erigit el 5 de juliol de 1957 mitjançant la butlla Cresct laetissimo del papa Pius XII, prenent el territori del vicariat apostòlic de Quy Nhơn (avui diòcesi) i de Saigon (avui arquebisbat de la Ciutat de Hô Chí Minh).
El 24 de novembre de 1960 el vicariat apostòlic va ser elevat a diòcesi per la butlla Venerabilium Nostrorum' del papa Joan XXIII.
El 30 de gener de 1975 cedí una porció del seu territori a benefici de l'erecció del bisbat de Phan Thiết.

## Cronologia episcopal
- Raymond-Marie-Marcel Piquet, M.E.P. † (5 de juliol de 1957 - 3 de juliol de 1966 mort)
- François-Xavier Nguyên Van Thuán † (13 d'abril de 1967 - 24 d'abril de 1975 nomenat arquebisbe coadjutor de Saigon[1])
- Paul Nguyên Van Hòa † (25 d'abril de 1975 - 4 de desembre de 2009 jubilat)
- Joseph Vo Duc Minh, succeduto il 4 de desembre de 2009

## Estadístiques
A finals del 2020, la diòcesi tenia 222.000 batejats sobre una població de 1.874.969 persones, equivalent al 11,8% del total.
| any  | població | població  | població | sacerdots | sacerdots       | sacerdots       | sacerdots             | diàques | religiosos | religiosos | parroquies |
| ---- | -------- | --------- | -------- | --------- | --------------- | --------------- | --------------------- | ------- | ---------- | ---------- | ---------- |
| any  | batejats | total     | %        | total     | clergat secular | clergat regular | batejats por sacerdot | diàques | homes      | dones      |            |
| 1970 | 130.180  | 1.158.000 | 11,2     | 154       | 136             | 18              | 845                   |         | 150        | 200        |            |
| 1980 | 102.893  | 709.480   | 14,5     | 82        | 75              | 7               | 1.254                 |         | 99         | 253        | 58         |
| 1990 | 128.082  | 1.551.988 | 8,3      | 79        | 56              | 23              | 1.621                 |         | 99         | 306        | 58         |
| 1999 | 160.131  | 1.500.000 | 10,7     | 125       | 95              | 30              | 1.281                 |         | 86         | 316        | 64         |
| 2000 | 163.803  | 1.534.310 | 10,7     | 126       | 93              | 33              | 1.300                 |         | 91         | 324        | 64         |
| 2001 | 169.369  | 1.565.400 | 10,8     | 129       | 91              | 38              | 1.312                 |         | 97         | 336        | 64         |
| 2002 | 175.942  | 1.579.039 | 11,1     | 130       | 92              | 38              | 1.353                 |         | 99         | 353        | 66         |
| 2003 | 180.616  | 1.612.000 | 11,2     | 130       | 90              | 40              | 1.389                 |         | 102        | 372        | 69         |
| 2004 | 185.064  | 1.564.400 | 11,8     | 144       | 98              | 46              | 1.285                 |         | 102        | 363        | 69         |
| 2013 | 200.385  | 1.786.000 | 11,2     | 191       | 145             | 46              | 1.049                 |         | 120        | 632        | 90         |
| 2016 | 210.710  | 1.805.727 | 11,7     | 219       | 161             | 58              | 962                   |         | 161        | 699        | 95         |
| 2019 | 222.000  | 1.874.969 | 11,8     | 265       | 200             | 65              | 837                   |         | 168        | 840        | 112        |